# Mississippi Sheiks

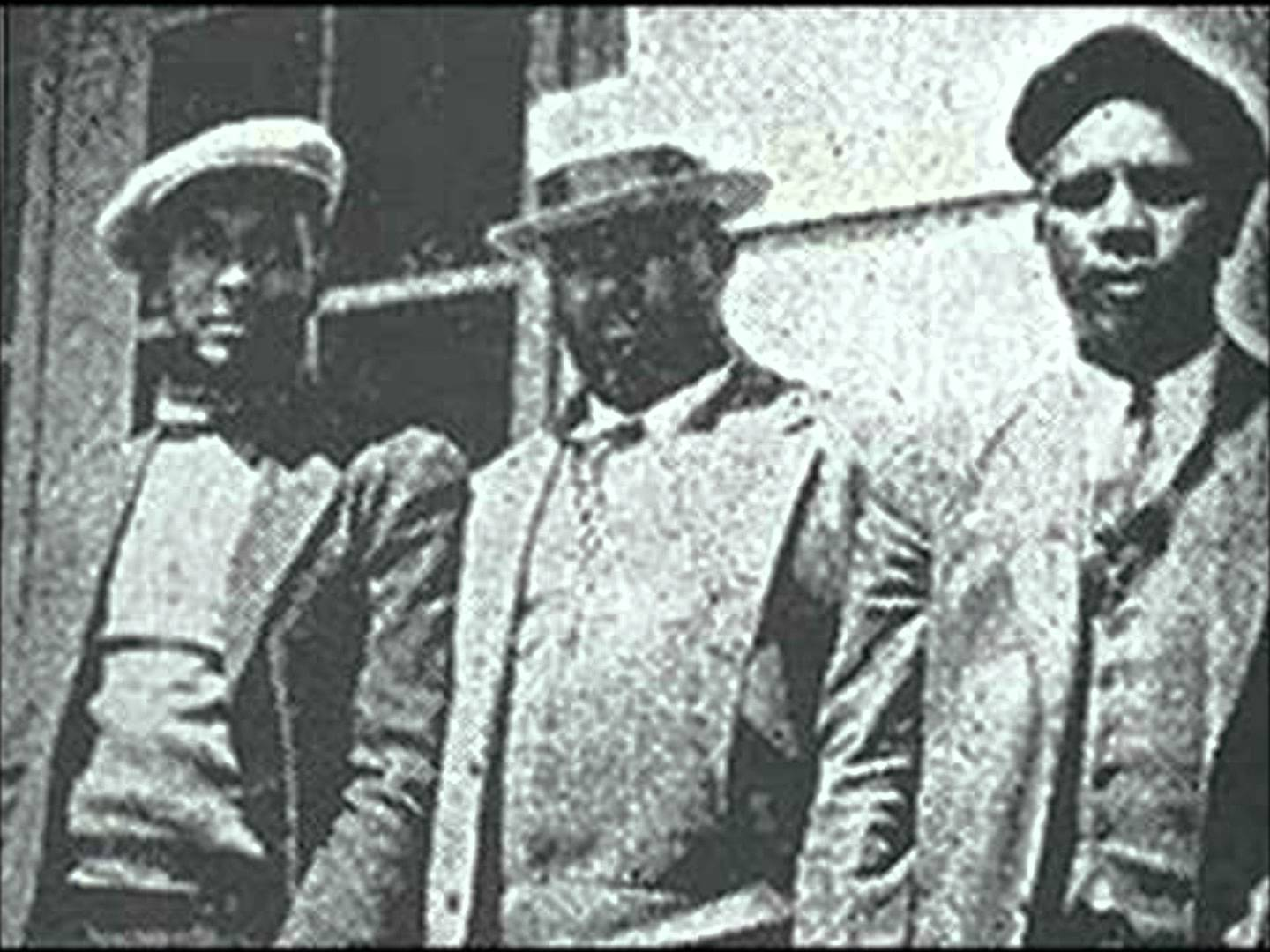
группа Mississippi Sheiks

Mississippi Sheiks foi um popular e influente grupo musical americano dos anos 1930 que tocava guitarras e rabecas. Eram notáveis principalmente por tocar country blues, mas eram adeptos de muitos estilos de música popular da época. Em 2004 foram introduzidos no Mississippi Musicians Hall of Fame.
O single "Sitting on Top of the World", de 1930, foi introduzido no Grammy Hall of Fame em 2008. Em 2018, foi selecionado para preservação no Registro Nacional de Gravações pela Biblioteca do Congresso como sendo "cultural, histórica ou artisticamente significativa."

## Formação
Os Mississippi Sheiks consistiam principalmente de membros da família Chatmon, de Bolton, Mississippi, que eram bem conhecidos no região do delta do Mississippi. Henderson Chatmon, pai da família, havia sido "musicista" (alguém com boa habilidade técnica em seu instrumento, adepta da leitura de música escrita) durante os tempos da escravidão e seus filhos carregavam o espírito musical. Seu membro mais famoso (embora não fosse permanente) foi Armenter Chatmon, mais conhecido como Bo Carter, que conseguiu uma carreira solo de sucesso e também tocou com os Sheiks, o que pode ter contribuído para o sucesso deles.
Quando a banda gravou pela primeira vez, em 1930, a formação consistia em Carter, Lonnie e Sam Chatmon e Walter Vinson. Papa Charlie McCoy (não deve ser confundido com Charlie McCoy, um músico americano posterior) tocou mais tarde, quando Carter e Sam Chatmon deixaram de tocar em tempo integral. Lonnie Chatmon e Vinson formaram o núcleo do grupo.

## Música
O trabalho solo de Carter é notável por suas canções sexualmente sugestivas, e esse tom foi mantido até certo ponto no grupo. Ganharam sua renda principalmente como Robert Johnson e Skip James: eles fizeram uma turnê pelo sul, mas também viajaram para Chicago e Nova Iorque.
Seu primeiro e maior sucesso foi "Sitting on Top of the World" (1930), gravado posteriormente por Doc Watson, Bob Wills (várias vezes), Howlin' Wolf, Nat King Cole, Bill Monroe, Harry Belafonte, Frank Sinatra, Bob Dylan, Cream, Grateful Dead, Jeff Healey, John Lee Hooker, Bill Frisell, The Seldom Scene e Jack White. Foi também a música tema do filme A Face in the Crowd (1957), produzido por Elia Kazan e estrelado por Andy Griffith. Durante seus cinco anos ativos, o grupo gravou mais de setenta músicas para a Okeh Records, Paramount Records e Bluebird Records.
Sua última sessão de gravação como o Mississippi Sheiks foi em 1935. Carter fez mais algumas sessões sozinho, mas em 1938 também foi retirado. Quando a banda se dissolveu, os irmãos Chatmon desistiram da música e voltaram à agricultura.
Os Sheiks e grupos afins, como o Mississippi Mud Steppers e o Blacksnakes, registraram cerca de cem lados na primeira metade da década de 1930, entre elas composições originais (provavelmente de Vinson), como "The World Is Going Wrong" e "I've Got Blood in My Eyes for You" (1931) (ambas regravadas por Bob Dylan), e a tropical "Sales Tax" (1934).
Sam Chatmon fez mais gravações na década de 1960, e Walter Vinson contribuiu com três seleções (sob o nome de Mississippi Sheiks) para a série de Riverside, Chicago: The Living Legends, de 1961.

## Influência contínua
Rory Gallagher gravou "The Mississippi Sheiks", uma canção de tributo para seu álbum Photo-Finish, em 1978.
Black Hen Music lançou Things About Comin' My Way, um álbum de tributo ao Mississippi Sheiks, em 2009. O álbum contém contribuições de dezessete artistas, incluindo Bruce Cockburn, Bill Frisell, Carolina Chocolate Drops, Geoff Muldaur, Kelly Joe Phelps e John Hammond.
Em 2013, a Third Man Records de Jack White juntou-se à Document Records para emitir The Complete Recorded Works in Chronological Order of Charley Patton, Blind Willie McTell and the Mississippi Sheiks.